# Arrenoseius arenicolus
Arrenoseius arenicolus är en spindeldjursart som först beskrevs av Muma 1965.  Arrenoseius arenicolus ingår i släktet Arrenoseius och familjen Phytoseiidae. Inga underarter finns listade i Catalogue of Life.